# Шмидт, Вероника
Вероника Шмидт (нем. Veronika Schmidt; 24 августа 1952 года, Гарцгероде) — восточногерманская лыжница, олимпийская чемпионка, чемпионка мира.

## Карьера
В Кубке мира Шмидт дебютировала в 1982 году, тогда же единственный раз попала в двадцатку лучших на этапе Кубка мира. Лучшим достижением Шмидт в общем итоговом зачёте Кубка мира является 27-е место в сезоне 1981/82.
На Олимпийских играх 1976 года в Инсбруке, завоевала бронзовую медаль в эстафете, а также заняла 12-е место в гонке на 5 км и 8-е место в гонке на 10 км.
На Олимпийских играх 1980 года в Лейк-Плэсиде, завоевала золотую медаль в эстафете, кроме того была 7-й в гонке на 5 км и 8-й в гонке на 10 км.
На чемпионате мира завоевала по одной золотой, серебряной и бронзовой медали, золотую медаль завоевала на чемпионате мира-1980 в Фалуне.